# Shahab-4
El Shahab-4 (persa: شهاب ۴, que significa "Meteorito-4") (también conocido como IRIS) era un programa para fabricar un cohete iraní finalmente no construido. Era un derivado del misil balístico de alcance medio Shahab-3. Según Irán, estaba destinado a ser un vehículo de lanzamiento espacial, tras un desliz del Ministro de Defensa en el que lo reconoció como un "misil balístico más capaz que el Shahab-3". Según los observadores occidentales, estaba destinado a ser parte de un misil balístico con capacidad nuclear.

## Historia
El proyecto IRIS/ Shahab-4 se inició en 1988 pero, según algunas fuentes, nunca pasó de la etapa de dibujo. La herencia de diseño del IRIS se incorporó más tarde al Safir.
En 1997, un satélite estadounidense capturó pruebas de una instalación de pruebas Shahab-4 en Parchin.
En 1999, se sospechaba que el Shahab-4 derivaba en gran medida del R-12 Dvina de NPO Yuzhnoye, que en su variante de una sola etapa tenía un alcance máximo de 2.000 km y un círculo de igual probabilidad de 2.400 m. El R-12 Dvina de doble etapa era capaz de poner cargas útiles en órbita.